# Tony Judt
Pour les articles homonymes, voir Judt.
Tony Judt, né le 2 janvier 1948 à Londres et mort le 6 août 2010 à New York, est un historien, écrivain et professeur britannique. Spécialiste de l'Europe et directeur de l'Erich Maria Remarque Institute de l'université de New York (directeur dès 1995), il contribue fréquemment à la New York Review of Books.

## Biographie
Né en 1948, Tony Robert Judt est élevé dans l'East End de Londres par une mère, Stella Sophie Dudakoff (Londres, 1921), dont les parents (Jeannette Greenberg et Solomon Dudakoff) ont émigré de Russie et un père belge, Joseph Isaac Judt (apatride, né à Anvers, en 1907, de Ida Avigail et Enoch Yudt), qui descend d'une lignée de rabbins lituaniens.
Judt suit les cours de l'Emanuel School (en), obtient un Bachelor of Arts (BA) en 1969 puis, après une année à l’École normale supérieure à Paris, un PhD d'histoire de l'université de Cambridge en 1972.
Comme beaucoup de parents juifs de l'après-guerre vivant en Europe, sa mère et son père ne sont pas pratiquants, mais ils l'envoient néanmoins à l'école d'hébreu et le baignent dans la culture yiddish de ses grands-parents. Poussé par ses parents, Judt s'intéresse à la politique israélienne dès l'âge de 15 ans. Il participe à la promotion de l'immigration des Juifs britanniques vers Israël, sous la direction de Zvi et Maya Dubinski, en faisant des séjours en kibboutz (1963, 1966, 1967). En 1966, ayant obtenu une entrée anticipée au King's College, il prend une année sabbatique et part travailler au kibboutz Machanaim. Lorsque Nasser expulse les troupes des Nations unies du Sinaï en 1967 et qu'Israël mobilise en préparation de la guerre, comme beaucoup de Juifs européens, il se porte volontaire pour remplacer les membres du kibboutz qui ont été mobilisés, puis pour aider l'armée israélienne pendant la guerre des Six jours. Pendant et après cette guerre, il travaille comme chauffeur et traducteur pour l'armée israélienne.
Mais après cette guerre, la conviction sioniste de Judt s'émousse. « J'y suis allé avec l'idéal de fonder une société socialiste et un pays communautaire par le travail » déclare Judt. Le problème, il commence à le croire, est que cette vision est « remarquablement inconsciente du peuple qui fut chassé du pays et souffre dans des camps de réfugiés afin de rendre possible cet idéal ».
Judt reste jusqu'à fin 2003 un contributeur régulier de The New Republic, un magazine modéré pro-israélien. Cependant son article du 23 octobre dans la New York Review of Books en faveur d'un État bi-national en Palestine, lui vaut d'être chassé des colonnes de The New Republic et condamné par son éditeur, Leon Wieseltier (en), et d'autres commentateurs pro-israéliens. Il est alors l'objet d'une campagne le présentant comme antisémite. L'Anti-Defamation League intervient auprès du consulat polonais à New York afin de faire annuler une conférence qu'il devait donner en Pologne.
En septembre 2008, lui est diagnostiquée une sclérose latérale amyotrophique. À partir d'octobre 2009, il est paralysé en dessous du cou,.
Il meurt le 6 août 2010 des complications de sa maladie.

## Publications

### en anglais
- Socialism in Provence 1871-1914 : A Study in the Origins of the Modern French Left, Cambridge University Press, 1979.  (ISBN 0-521-22172-2)
- Marxism and the French Left : Studies on Labour and Politics in France 1830-1981, Clarendon, 1990  (ISBN 0-19-821578-9)
- Past Imperfect: French Intellectuals, 1944–1956, University of California Press, 1992.  (ISBN 0-520-07921-3).
- A Grand Illusion ? : An Essay on Europe, Douglas & McIntyre, 1996.  (ISBN 0-8090-5093-5)
- The Burden of Responsibility : Blum, Camus, Aron, and the French Twentieth Century, University of Chicago Press, 1998.  (ISBN 0-226-41418-3)
- Postwar : A History of Europe since 1945, Penguin Press, 2005
- Reappraisals. Reflections on the Forgotten Twentieth Century, Penguin Press, 2008
- Ill fares the land, Penguin Books, 2011, 256 p. (ISBN 978-0-14-311876-3)
- The Memory Chalet, William Heinemann, 2010, 240 p. (ISBN 978-1-59420-289-6)

### en français
- La Reconstruction du Parti socialiste (1921-1926), Paris, Presses de la Fondation nationale des sciences politiques, coll. « Travaux et recherches de science politique » (no 39), 1976, IV-231 p. (ISBN 2-7246-0338-9, présentation en ligne), [présentation en ligne], [présentation en ligne].Édition de son mémoire de doctorat à l'Université de Cambridge.
- Le marxisme et la gauche française : 1830-1981 [« Marxism and the French Left : Studies on Labour and Politics in France 1830-1981 »], Hachette, 1991 (ISBN 978-2-01-012554-6)
- Un passé imparfait : Les intellectuels en France 1944-1956 [« Past Imperfect: French Intellectuals, 1944–1956 »], Fayard, 1992, 404 p. (ISBN 978-2-213-02981-8)
- La responsabilité des intellectuels : Blum, Camus, Aron [« The Burden of Responsibility : Blum, Camus, Aron, and the French Twentieth Century »], Calmann-Lévy, 2001, 255 p. (ISBN 978-2-7021-3203-6)
- Après-Guerre : Une histoire de l'Europe depuis 1945 [« Postwar : A History of Europe since 1945 »] (trad. de l'anglais), Paris, Armand Colin, 2007, 1018 p. (ISBN 978-2-200-34617-1) ; réédition poche Fayard/Pluriel, 2010, 1032p.  (ISBN 978-2818501009)
- Retour sur le XXe siècle : Une histoire de la pensée contemporaine [« Reappraisals: Reflections on the Forgotten Twentieth Century »] (trad. de l'anglais), Paris, Éditions Héloïse d'Ormesson, 2010, 618 p. (ISBN 978-2-35087-146-2) ; réédition poche Flammarion Champs Essais, 2012, 647 p.  (ISBN 978-2081284470)
- Contre le vide moral : Restaurons la social-démocratie [« Ill fares the land »] (trad. de l'anglais), Paris, Éditions Héloïse d'Ormesson, 2011, 208 p. (ISBN 978-2-35087-176-9)
- Le Chalet de la mémoire : essai [« The Memory Chalet »] (trad. de l'anglais), Paris, Éditions Héloïse d'Ormesson, 2012, 205 p. (ISBN 978-2-35087-157-8)
- Penser le XXe siècle : avec la collaboration de Timothy Snyder [« Thinking the Twentieth Century »] (trad. de l'anglais), Paris, Éditions Héloïse d'Ormesson, 2015, 522 p. (ISBN 978-2-35087-337-4)

## Distinctions
- 2007 : prix de la paix Erich-Maria-Remarque
- 2008 : prix du Livre européen pour Après-guerre. Une histoire de l'Europe depuis 1945[8]